# 圣杰内西奥-阿泰西诺
圣杰内西奥-阿泰西诺（義大利語：San Genesio Atesino），是意大利博尔扎诺-上阿迪杰自治省的一个市镇。总面积68平方公里，人口2935人，人口密度43.2人/平方公里（2009年）。ISTAT代码为021079。

## 友好城市
- 德国费尔德基兴-韦斯特哈姆